# Särkilampi (sjö i Kajanaland, lat 64,10, long 28,97)
Särkinen eller Särkilampi är en sjö i Finland. Den ligger i kommunen Kuhmo i landskapet Kajanaland, i den centrala delen av landet, 500 km nordost om huvudstaden Helsingfors. Särkinen ligger 159,2 meter över havet. Arean är 67,5 hektar och strandlinjen är 4,43 kilometer lång. Sjön  ingår i Uleälvens huvudavrinningsområde. 